# BYD F3DM
Der BYD F3DM ist das weltweit erste in Massenproduktion hergestellte Plug-in-Hybrid, gebaut vom chinesischen Automobilhersteller BYD Auto. Das Fahrzeug wurde zunächst ausschließlich auf dem chinesischen Markt für einen beschränkten Käuferkreis für ca. 15.000 Euro angeboten. Es handelte sich dabei um eine Variante der F3-Baureihe. Im Jahr 2009 wurden 48 Exemplare des F3DM ausgeliefert, die an chinesische Firmen- und Regierungskunden gingen. Sie wird zu Beginn der 2010er Jahre nur in geringem Umfang nach Spanien exportiert. Ein Verkauf an Endkunden war für Ende 2010 angekündigt.
Die Produktion des erfolglosen Modells wurde im Frühjahr 2013 eingestellt. Das wenig erfolgreiche Fahrzeug wurde 2014 durch die Neuentwicklung BYD Qin abgelöst.

## Antrieb
Als Energiespeicher für den Elektromotor kommt ein Lithium-Eisenphosphat-Akkumulator zum Einsatz. Als Verbrennungsmotor setzte BYD einen 1,0-l-Ottomotor mit 50 kW (67 PS) ein, welcher sowohl zum Laden der Batterie als auch zum direkten Antrieb mitgenutzt werden kann (seriell-parallel-Hybrid), der Elektromotor hat ein maximales Drehmoment von 407 Nm und eine Nennleistung von 50 kW. Die Reichweite wird mit ca. 100 km mit einer Akkuladung angegeben. Das Fahrzeug kann auch an der Steckdose geladen werden (Plug-in-Hybrid).